# Şuhut
Şuhut ist eine Stadt und ein Landkreis der türkischen Provinz Afyonkarahisar. Die Stadt liegt etwa 25 Kilometer südlich der Provinzhauptstadt Afyonkarahisar. Sie beherbergt über 42 Prozent der Landkreisbevölkerung und gliedert sich in 13 Mahalle.
Der Landkreis liegt im südlichen Zentrum der Provinz. Er grenzt im Westen an Dinar und Sandıklı, im Nordwesten an Sinanpaşa, im Norden an den zentralen Landkreis und an Çobanlar, im Osten an Çay und im Südosten an die Provinz Isparta. Durch Şuhut verläuft von Norden nach Süden eine Verbindungsstraße von Afyonkarahisar nach Eğirdir. Im Süden des Landkreises liegt der Nordhang des Gebirges Karakuş Dağları, im Westen der Osthang des Sandıklı Dağı. Dazwischen erstreckt sich die Ebene Şuhut Ovası. Etwa 13 Kilometer östlich der Kreisstadt wird der Fluss Kalı Çayı zum Stausee Selevir Barajı aufgestaut. Der Fluss mündet weiter nordwestlich in den Akarçay, der später in den See Eber Gölü fließt.
Der Landkreis besteht neben der Kreisstadt noch aus der Kleinstadt/Gemeinde (Belediye) Karaadilli (2183 Einwohner) sowie 36 Dörfern (Köy) mit durchschnittlich 507 Einwohnern. Sechs dieser Dörfer haben 1000 Einwohner und mehr: Yarışlı (1647), Mahmut (1636), Balçıkhisar (1275), Atlıhisar (1246), Efe (1165) und Çakırözü (1133), acht weitere Dörfer haben ebenfalls mehr Einwohner als der Durchschnitt (507).
Der Landkreis entstand 1946 aus dem südlichen Teil des zentralen Landkreis (Merkez). Zur Volkszählung 1945 lebten in den 37 Dörfern dieses Bucak 22.831 Menschen (16,7 % des damaligen Kreises).

## Persönlichkeiten
- Veysel Eroğlu (* 1948), türkischer Politiker